# Ig Henneman
Ig Henneman (Haarlem, 1945) is een Nederlandse altviolist, bandleider en componist. Ze staat bekend om haar creatieve improvisaties. Naast haar werk als bandleider-improvisator heeft Henneman een internationale carrière als componist in de wereld van de eigentijdse muziek. Ze ontvangt vele compositieopdrachten voor zowel solisten als voor orkesten en ensembles.
Hennemans muziek is niet eenvoudig in een hokje te plaatsen. Ze staat bekend als een van de New Dutch Swing-improvisatoren van de Amsterdamse scene. Haar werk bevat onder andere elementen uit de freejazz en avantgarde muziek, maar is veel meer. Muziekcriticus Bas van Putten schrijft over haar: "De muziek die Henneman maakt is onbeschrijfelijk. Tegendraads, dissonant, altijd van vorm veranderend. (...) Je hoort hoe de verbeelding werkt. Iets nestelt zich in je hersenen als een kiemcel - Schubert, Oestvolskaya, een geluid, een ritme - en achtervolgt je totdat het eruit stroomt in een ongecontroleerde zigzagbeweging, schokkend en hobbelig (...). Zo'n reis levert een pseudo-anarchistische ontstaansgeschiedenis op, discipline vermijdend en zonder bestemming, vol zijpaden waartussen de vrije geest altijd een uitgang kan zien. Dit is muziek van verzet, en je hoort wat erin resoneert: tegendraadsheid, nieuwsgierigheid, een gezonde avant-gardementaliteit die, tegen alle gangbare opvattingen over schoonheid in, ook toevallig de ziel tot rust brengt."
Ig Henneman is een zus van beeldend kunstenaar Jeroen Henneman.

## Loopbaan
Ig Henneman gaat in 1963 naar het conservatorium om piano te studeren, maar switcht na twee jaar naar viool en vervolgens naar altviool. Ze studeerde aan de conservatoria te Amsterdam en Tilburg. Na haar studie speelde Henneman als altviolist in verschillende symfonieorkesten en in het ASKO ensemble.
In 1976 is ze medeoprichter van de (vrouwen-) rockband FC Gerania. Henneman schreef haar eerste composities, geïnspireerd door new wave en punk voor deze band, die tot 1984 bestond. In 1982 komt ze dankzij Nedly Elstak via zijn groepen Several Singers and a Horn en het Paradise Regained Orchestra in aanraking met geïmproviseerde muziek.
Vanaf 1982 schrijft ze een aantal soundtracks voor korte films en documentaires waaronder Het Zeeuwse Licht en Danswoede. In 1985 krijgt ze een grote opdracht voor een soundtrack bij de Sovjet-Russische stomme film The Women of Ryazan (Baby Ryazanskye) uit 1927 van Olga Preobrasjenskaja. Deze film wordt in 2019 opnieuw uitgebracht en vertoond op de Eye International Conference.

### Componist
In 1985, na het opheffen van FC Gerania, maakt Henneman een carrièreswitch en gaat groepen leiden onder haar eigen naam waarvoor ze ook gaat componeren. Omdat ze ook steeds meer compositieopdrachten krijgt, maar op dat gebied autodidact is, vraagt ze in 1988 aan Robert Heppener om haar te coachen. Ze schrijft muziek voor een voorstelling van poppenspeelster Damiet van Dalsum en componeert in 1989 voor het Ricciotti Ensemble. Opdrachten volgen voor de internationale October Meeting (van improvisatoren) in 1991 en de 21st International Trombone Workshop in het Duitse Detmold.

### Ensembles
Het eerste ensemble dat Henneman in 1985 opricht is het Ig Henneman kwintet, gevolgd door het Ig Henneman Tentet (10 musici). In 1994 volgt een improviserend strijkkwartet, het Henneman String Quartet, dat de afwijkende bezetting van viool/altviool, altviool (zijzelf), cello en contrabas kent. Dit levert een donkerder klankkleur op dan bij een gewoon strijkkwartet, die ze in haar composities volledig benut. Als voor de Nederlandse Muziekdagen een programma wordt samengesteld met composities van Robert Heppener en enkele van zijn leerlingen, schrijft Henneman hiervoor de compositie Righe per Corde voor het Ensemble Amadé. Met het Henneman String Quartet gaat ze op tournees naar Canada, Oostenrijk en Italië. Ook maakt ze verschillende CD's met dit kwartet.
In 1999 gaat ze een duo vormen met rietblazer Ab Baars (tevens haar levenspartner), later aangevuld met de Japanse koto-speelster Michiyo Yagi. Het nieuwe trio heet Floating Worlds en verkent de grenzen van de westerse en Japanse improvisatie. Het trio gaat op tournee door Europa en Japan.
In 2002 sluit Henneman zich aan bij het Canadese duo Queen Mab, bestaande uit (bas-) klarinettiste Lori Freedman en pianiste Marilyn Lerner. Het nieuwe Queen Mab Trio maakt tournees door de Verenigde Staten, Canada en Europa. Tijdens een van de tournees is Henneman artist in residence in het Canadese Banff Centre for Arts and Creativity.
Onder de titel Henneman, Henneman & de Swaan maakt ze met haar broer kunstenaar Jeroen Henneman en filmmaakster Carrie de Swaan een multimediaal concertprogramma. Van het project verschijnen een DVD en een CD.
In 2010, mede ter gelegenheid van haar 65ste verjaardag en 25-jarig jubileum als bandleider, richt ze het nieuwe Ig Henneman Sextet op, waarmee ze een Europese en Canadese tournee maakt. Naast improvisatoren waar ze eerder mee werkte zoals Ab Baars, Lori Freedman, Marilyn Lerner en Wilbert de Joode is ook de Duitse trompettist Axel Dörner te horen.

### Samenwerking
Naast de musici uit haar eigen ensembles werkte Ig Henneman samen met musici als Tom Rainey, Ivo Janssen, Misha Mengelberg, Guus Janssen, Godelieve Schrama, Frederike de Winter, Lori Freedman, Mark Helias, Tristan Honsinger, Theo Jörgensmann, Sabine Meyer, Michael Moore, Phil Minton, Ernst Reijseger, Roswell Rudd, Roger Turner, Veryan Weston, Wolter Wierbos, Marjanne Kweksilber, dansers Hisako Horikawa en Masako Noguchi en dichters Anneke Brassinga, H.C. ten Berge en Diane Régimbald. Ze werkte tevens samen met orkesten en ensembles als de David Kweksilber Big Band, het Ricciotti Ensemble, het Residentie Orkest, het Metropole Orkest, het Nieuw Ensemble en het Orkest De Volharding.

### Overig
In 2015 wordt haar werk Solo Song for Violin - In the Storm of Roses genomineerd voor de prestigieuze Matthijs Vermeulenprijs. Het Duo Baars-Henneman treedt op samen met dichteres Anneke Brassinga in Den Haag bij de uitreiking van de P.C. Hooft-prijs aan de dichteres.
In 2016 viert het Wig-label zijn 25-jarig bestaan. Baars en Henneman nodigen hiertoe de iconische Amerikaanse jazzpianist Dave Burrell uit voor een trioconcert in het Bimhuis, dat wordt opgenomen en uitgegeven door het eigen label Wig.
Henneman maakt met de New Yorkse trompettiste Jamie Branch en fluitiste Anne LaBerge opnamen voor een album dat uitkomt bij Relative Pitch Records. Bij het label Evil Rabbit Records verschijnt een album van een nieuw kwartet, met Ig Henneman, Ab Baars, (alt)violist George Dumitriu en cellist Pau Sola Masafrets.

### 75 jaar
Ter gelegenheid van haar 75ste verjaardag in 2020 wijdde het Amsterdamse Orgelpark een speciaal Componistenportret aan Ig Henneman. Ze schreef hiervoor een nieuw werk voor orgel, February’s Turn, voor Gerrie Meijers en het Verschueren-orgel van het Orgelpark. Vanwege de Covid-19 pandemie werd het "Componistenportret Ig Henneman 75" uitgesteld naar 12 september 2021. Bij deze gelegenheid reikte locoburgemeester van Amsterdam Touria Meliani de onderscheiding Ridder in de Orde van Oranje-Nassau uit aan Henneman. Ze ontving deze onderscheiding vanwege haar "grote bijdrage op het gebied van eigentijdse en geïmproviseerde muziek als onder andere altviolist, bandleider en componist" en "haar steun aan vrouwen in deze branche", aldus de gemeente Amsterdam.

## Composities
Ig Henneman ontving compositie-opdrachten van o.a. het Orgelpark Amsterdam, de Canadian Now Society, het Basklarinet Festijn en het Fonds voor de Scheppende Toonkunst. Haar muziek wordt sinds 1987 uitgegeven door de Nederlandse muziekuitgeverij Donemus.

### Werkenlijst
| Jaar | Titel                                                                      | Instrumentatie                                                    | Geschreven voor                                                                                       |  |
| ---- | -------------------------------------------------------------------------- | ----------------------------------------------------------------- | --- |  |
| 1986 | Big marble                                                                 | Kamerorkest                                                       | LESKO, Leids Studenten Kamer Orkest                                                                   |  |
| 1988 | Le tigri di mare                                                           | 2 Altsaxofoons en orkest                                          | Ricciotti Ensemble                                                                                    |  |
| 1990 | Sottosuolo                                                                 | Basklarinet                                                       | Hein Pijnenburg                                                                                       |  |
| 1991 | In Grassetto                                                               | Altsaxofoon, basklarinet, altviool, contrabas, drumstel           | Ig Henneman Quintet                                                                                   |  |
| 1991 | Si tira avanti                                                             | Accordeon                                                         | Miny Dekkers                                                                                          |  |
| 1992 | How slow the wind                                                          | 8 Trombones                                                       | Trombone choir, Detmold                                                                               |  |
| 1993 | Dickinson - een serie composities op gedichten van Emily Dickinson         | Ensemble                                                          | Ig Henneman Tentet                                                                                    |  |
| 1994 | Hinter der Wand - op gedichten van Ingeborg Bachmann                       | Mezzosopraan, accordeon en cello                                  | Ensemble Le Cheval                                                                                    |  |
| 1995 | Righe per corde                                                            | Harp, 2 altviolen en cello                                        | Ensemble Amadé                                                                                        |  |
| 1995 | Repeat that, repeat - op gedichten over vogels in 6 talen                  | Ensemble                                                          | Ig Henneman Tentet                                                                                    |  |
| 1996 | Swiet viele: for symphonic jazz orchestra                                  | Symfonisch jazz-orkest                                            | Metropool Orkest                                                                                      |  |
| 1997 | Hiragana blues                                                             | Piano solo                                                        | Marcel Worms                                                                                          |  |
| 1998 | Indigo - muziek op poëzie van Nederlandse dichteressen                     | Ensemble                                                          | Ig Henneman Tentet                                                                                    |  |
| 1999 | Pes                                                                        | Improviserend strijkkwartet                                       | Henneman String Quartet                                                                               |  |
| 1999 | Due mani: come improvvisande                                               | Piano solo                                                        | Ivo Jansen                                                                                            |  |
| 2000 | Persistente                                                                | Ensemble                                                          | Nieuw Ensemble                                                                                        |  |
| 2000 | Disegni per corde e marimba                                                | Strijkers en marimba                                              | |  |
| 2001 | Sulla Lingua                                                               | Ensemble                                                          | Instabile Orchestra (Italië)                                                                          |  |
| 2002 | Piazza Pia                                                                 | Improviserend strijkkwartet                                       | Henneman String Quartet                                                                               |  |
| 2003 | Daikem Nya: = Mijn moeder niet (op een gedicht van Sherwan Kamal Mohammed) | Mannenkoor en orkest                                              | Residentie Orkest en het Dario Fo koor                                                                |  |
| 2003 | Tratti per Arpa                                                            | Harp solo                                                         | Godelieve Schrama                                                                                     |  |
| 2004 | Galina U, Lori F, Marilyn L                                                | Improviserend trio basklarinet, altviool en piano                 | Queen Mab Trio                                                                                        |  |
| 2004 | Strepen - Music and Image in Concert                                       | Improviserend strijkkwartet en harp                               | Henneman String Quartet en Godelieve Schrama                                                          |  |
| 2004 | Finalmente                                                                 | Trombones, strijkers en slagwerk                                  | New Trombone Collective, Henneman String Quartet en Slagwerkgroep Amsterdam                           |  |
| 2005 | Fluette et Legere                                                          | Improviserend trio basklarinet, altviool en piano                 | Queen Mab Trio                                                                                        |  |
| 2006 | Stof - een serie composities                                               | Improviserend duo tenorsaxofoon/ klarinet/ shakuhachi en altviool | Duo Baars - Henneman                                                                                  |  |
| 2007 | Molot                                                                      | Marimba solo                                                      | Wim Konink                                                                                            |  |
| 2007 | Twirl                                                                      | Kleine Bigband                                                    | Clazz Ensemble                                                                                        |  |
| 2007 | Bow Valley Whistle                                                         | Dwarsfluit solo en soundscape                                     | Anne LaBerge                                                                                          |  |
| 2008 | Traghettatore Vóga lunga                                                   | Blokfluit, mandoline en gitaar                                    | Trio Zimbello                                                                                         |  |
| 2008 | Three Organ Themes                                                         | Orgel                                                             | 42ste Internationaal Improvisatieconcours voor Organisten te Haarlem                                  |  |
| 2010 | Chant                                                                      | Kamermuziek: Viool en piano                                       | Heleen Hulst en Gerard Bouwhuis                                                                       |  |
| 2011 | Cut a Caper - 11 composities                                               | Improviserend sextet                                              | Ig Henneman Sextet                                                                                    |  |
| 2012 | Live @ The Ironworks Vancouver - 5 composities                             | Improviserend sextet                                              | Ig Henneman Sextet                                                                                    |  |
| 2012 | Autumn Songs - 10 composities                                              | Improviserend duo tenorsaxofoon/ klarinet/ shakuhachi en altviool | Duo Baars - Henneman                                                                                  |  |
| 2013 | Four Dances                                                                | Harp en marimba                                                   | Duo Harpverk (IS), Fredrike de Winter en Godelieve Schrama (NL), Eleanor Turner and Owen Gunnell (UK) |  |
| 2014 | Riassunto                                                                  | Basklarinet                                                       | Fie Schouten                                                                                          |  |
| 2014 | Solo Song for Violin: In the Storm of Roses                                | Viool en improvisatie                                             | Ayumi Paul en Diamanda LaBerge Dramm                                                                  |  |
| 2014 | Translucent Layers                                                         | Orkest                                                            | Orkestra Futura (Vancouver, Canada)                                                                   |  |
| 2015 | Shapes Lines and Layers                                                    | Bigband                                                           | DKBB (David Kweksilber Big Band)                                                                      |  |
| 2015 | Solo Song for viola: Ten Lines                                             | Altviool en improvisatie                                          | Elisabeth Smalt                                                                                       |  |
| 2016 | Solo Song (The Motion Caused)                                              | (Bas-) klarinet                                                   | Anna voor de Wind                                                                                     |  |
| 2016 | Solo Song (Hardwood Floorboards)                                           | Fagot                                                             | Dana Jessen                                                                                           |  |
| 2016 | Feather - Light Monkeys                                                    | 3 Basklarinetten                                                  | Basklarinet Festijn 2016                                                                              |  |
| 2019 | Solo Song for cello - As if -                                              | Cello met improvisation                                           | Lidy Blijdorp                                                                                         |  |
| 2020 | February's Turn                                                            | Orgel                                                             | Gerrie Meijers / Orgelpark                                                                            |  |

## Discografie
Ig Henneman runt samen met Ab Baars een eigen platenlabel onder de naam Wig dat ruim 30 CD's heeft uitgebracht. Ter gelegenheid van het 25-jarig jubileum als bandleider en haar 65ste verjaardag bracht het label de box Ig Henneman Collected uit, met vijf cd's en een dvd.
Henneman is te horen op de volgende CD's en LP's:
| Jaar | Titel                                                                                             | Uitvoerenden                                                                              | Labelnummer                        |
| ---- | ------------------------------------------------------------------------------------------------- | ----------------------------------------------------------------------------------------- | ---------------------------------- |
| 1981 | FC Gerania                                                                                        | FC Gerania                                                                                | FC 1 - LP                          |
| 1983 | Get the Knack                                                                                     | FC Gerania                                                                                | FC 2 - LP                          |
| 1991 | In Grassetto                                                                                      | Ig Henneman Quintet                                                                       | Wig 01                             |
| 1993 | Dickinson                                                                                         | Ig Henneman Tentet                                                                        | Wig 02                             |
| 1995 | Repeat that, repeat                                                                               | Ig Henneman Tentet                                                                        | Wig 03                             |
| 1998 | Indigo                                                                                            | Ig Henneman Tentet                                                                        | Wig 04                             |
| 1999 | Pes                                                                                               | Henneman String Quartet                                                                   | Wig 05                             |
| 2002 | Piazza Pia                                                                                        | Henneman String Quartet                                                                   | Wig 07                             |
| 2003 | Party at the Bimhuis                                                                              | Ab Baars Trio & Guests (o.a. Ig Henneman)                                                 | Wig 09                             |
| 2004 | Strepen - Music and Image in concert                                                              | Ig Henneman e.a.                                                                          | Wig 10                             |
| 2005 | See Saw                                                                                           | Queen Mab Trio                                                                            | Wig 11                             |
| 2006 | Stof                                                                                              | Duo Baars-Henneman                                                                        | Wig 13                             |
| 2006 | Thin Air                                                                                          | Queen Mab Trio                                                                            | Wig 14                             |
| 2009 | Sliptong                                                                                          | Ab Baars, Ig Henneman, Misha Mengelberg                                                   | Wig 16                             |
| 2010 | Ig Henneman Collected (5 CD's, 1 DVD, booklet Ig Henneman 65)                                     | Verzamelbox Wig 1, 3, 10, 13 e.a.                                                         | Wig 18                             |
| 2011 | Cut a Caper                                                                                       | Ig Henneman Sextet                                                                        | Wig 19                             |
| 2011 | Ab Baars Trio 20 Years 1991 - 2011 (5 CD Box Set, booklet '20 Years Ab Baars Trio (and counting)' | Ab Baars Trio en Ig Henneman e.a.                                                         | Wig 20                             |
| 2012 | Live @ The Ironworks Vancouver                                                                    | Ig Henneman Sextet                                                                        | Wig 21                             |
| 2013 | Autumn Songs                                                                                      | Duo Baars-Henneman                                                                        | Wig 22                             |
| 2017 | Trandans                                                                                          | Duo Baars-Henneman & Dave Burrell                                                         | Wig 25                             |
| 2017 | Réunion                                                                                           | Queen Mab Trio (Ig Henneman, Lori Freedman en Marilyn Lerner)                             | MKR 102                            |
| 2016 | Live & The Jazz Happening Tampere                                                                 | Ig Henneman, Ab Baars, Ingrid Laubrock, Tom Rainey                                        | Wig 26 / Relative Pitch CD RPR1051 |
| 2018 | Canzoni di Primavera                                                                              | Duo Baars-Henneman                                                                        | Wig 28                             |
| 2019 | Dropping stuff and other folk songs                                                               | Ig Henneman, Jaimie Branch en Anne La Berge                                               | RPR 1094 Wig 29                    |
| 2020 | Ig Henneman - Solo Songs for Instruments                                                          | Lidy Blijdorp, Diamanda La Berge Dramm, Anna voor de Wind, Elisabeth Smalt en Dana Jessen | Wig 31                             |
| 2020 | Aforismen Aforisme Aforismes                                                                      | Ab Baars, George Dumitriu, Ig Henneman, Pau Sola Masafrets                                | Wig 32                             |